# Harold Ford (politico 1970)
Harold Eugene Ford junior (Memphis, 11 maggio 1970) è un politico statunitense, membro della Camera dei Rappresentanti per lo stato del Tennessee dal 1997 al 2007.

## Biografia
Nato a Memphis, primogenito di Harold Ford Sr., dopo gli studi all'Università della Pennsylvania Ford si laureò in giurisprudenza all'Università del Michigan e lavorò come assistente speciale al Dipartimento del Commercio.
Entrato in politica con il Partito Democratico, seguì le orme paterne e nel 1996 si candidò Camera dei Rappresentanti proprio per il seggio che nei precedenti ventidue anni era stato occupato da suo padre. Ford riuscì ad essere eletto e, all'età di ventisei anni, divenne il secondo membro più giovane del Congresso. Negli anni successivi fu riconfermato dagli elettori per altri quattro mandati.
Nel 2002 si candidò alla carica di leader di minoranza della Camera, venendo sconfitto da Nancy Pelosi.
Nel 2006 annunciò la propria intenzione di non ricandidarsi alla Camera, concorrendo invece per il seggio del Senato lasciato da Bill Frist. Ford si aggiudicò la nomination dei democratici e si trovò a fronteggiare il repubblicano Bob Corker in quella che si rivelò una campagna elettorale molto combattuta, al termine della quale Ford risultò sconfitto di misura.
Dopo aver lasciato il Congresso, Ford lavorò come consulente per Merrill Lynch e come opinionista politico per Fox News Channel e MSNBC.